# Julio Ulloa Vence
Julio Ulloa Vence (Taboada, província de Lugo, 19 de juliol de 1930) és un enginyer agrícola i polític gallec, diputat al Congrés dels Diputats en la I Legislatura i senador en la Legislatura Constituent i en la II i III legislatures.

## Biografia
Va cursar el batxillerat en l'Institut Nacional d'Ensenyament Mitjà d'Ourense i la carrera d'Enginyer Agrònom en l'Escola Superior d'Enginyers Agrònoms de Madrid, acabant-los en 1958 i doctorant-se en 1962. Va ampliar estudis als EUA per una beca de l'AID. Ha estat vocal de la Junta Directiva del Col·legi Oficial d'Enginyers Agrícoles de Galícia des de 1975
Ha estat Procurador en Corts durant dues legislatures en representació de la Diputació provincial (1963-1965). També director de l'Escola Universitària d'Enginyeria Tècnica Agrícola de Lugo, cap del servei de Producció Vegetal en la Delegació d'Agricultura de Lugo i cap del Servei de Producció Agropecuària de la Conselleria d'Agricultura de Lugo. Va ser soci fundador i primer president durant tres anys del Club Cultural Valle-Inclán. El 1976 fou secretari del Club Polític de Lugo, que es va crear en 1976. Milità a la UCD i senador per la província de Lugo a les eleccions generals espanyoles de 1977, fou diputat per Lugo a les eleccions generals espanyoles de 1979. Posteriorment, com a militant del Partit Demòcrata Popular, abandonà UCD i es va coaligar amb Aliança Popular, partit amb el qual tornà a ser senador per Lugo a les eleccions generals espanyoles de 1982 i 1986. Retirat de la política el 1989, és president del For Rural Gallec.